# Politecnico di Łódź
Il Politecnico di Łódź è un'università pubblica, fondata nel 1945. 

## Struttura
La sede dell'ente, originariamente localizzata in un'antica fabbrica, è costituita da settanta edifici distribuiti su una superficie di 200.000 metri quadri.

## Rettori
- Bohdan Stefanowski (1945-1948)
- Osman Achmatowicz (1948-1952)
- Bolesław Konorski (1952-1953)
- Mieczysław Klimek (1953-1962)
- Jerzy Werner (1962-1968)
- Mieczysław Serwiński (1968-1975)
- Edward Galas (1975-1981)
- Jerzy Kroh (1981-1987)
- Czesław Strumiłło (1987-1990)
- Jan Krysiński (1990-1996)
- Józef Mayer (1996-2002)
- Jan Krysiński (2002-2008)
- Stanisław Bielecki (2008-2016)
- Sławomir Wiak (2016-)